# Bush (band)
Bush er en post-grungeband fra Storbritannien.

## Diskografi
- Sixteen stone (1994)
- Deconstructed (1994)
- Razorblade suitcase (1996)
- The Science of things (1999)
- Golden state (2001)

| Musikgruppe | Spire Denne artikel om en britisk musikgruppe er en spire som bør udbygges. Du er velkommen til at hjælpe Wikipedia ved at udvide den. |